# Minions
Minions – wieś w Anglii, w Kornwalii. 
Leży 89 km na północny wschód od miasta Penzance i 323 km na zachód od Londynu.